# Cattedrale di San Donato (Pinerolo)
La cattedrale di San Donato è il principale luogo di culto di Pinerolo, in provincia di Torino, sede vescovile della diocesi omonima.
La cattedrale è situata nel centro storico della cittadina, in piazza San Donato. Dal 1940 è monumento nazionale.

## Storia
L'attuale cattedrale di san Donato sorge nel medesimo luogo di una chiesa più antica, costruita nel X secolo da Olderico Manfredi II, marchese di Torino e di Susa. Di questa, si fa menzione una prima volta in un documento del 1044, che registra l'istituzione di un capitolo il giorno 14 marzo dello stesso anno.
A partire dalla fine del XIV secolo, la chiesa venne interamente ricostruita e, nell'ambito di questo intervento, nel 1425, venne edificato il campanile, mai portato a compimento, che nel medioevo svolse la funzione di torre civica. Nel 1508 la nuova chiesa fu terminata e consacrata da Baldassarre Bernezzo, arcivescovo titolare di Laodicea di Siria.
Nel 1748, papa Benedetto XIV eresse la diocesi di Pinerolo e la chiesa di san Donato fu elevata a cattedrale. Tra il 1766 e il 1778 la cattedrale fu oggetto di un intervento di restauro in stile barocco; in questa occasione, fra le altre cose, furono realizzati l'altare maggiore e la pavimentazione interna.
La cattedrale fu interessata da un nuovo intervento di restauro nel XIX secolo: a partire dal 1855, su progetto di Edoardo Mella e Melchiorre Pulciano, fu restaurata con lo scopo di esser riportata alle sue forme gotiche originarie attraverso l'eliminazione delle aggiunte barocche, delle quali fu mantenuto soltanto l'altare maggiore. Nel 1887 vennero dipinti da Alessandro Vacca e Giuseppe Rollini gli affreschi che adornano l'interno della chiesa e, dagli stessi, furono disegnati i progetti per le vetrate. Nel 1904 furono aperte tra cappelle sul lato sud.
Nella seconda metà del XX secolo, in seguito al Concilio Vaticano II, è stato realizzato il nuovo presbiterio con arredi moderni.

## Descrizione

### Esterno

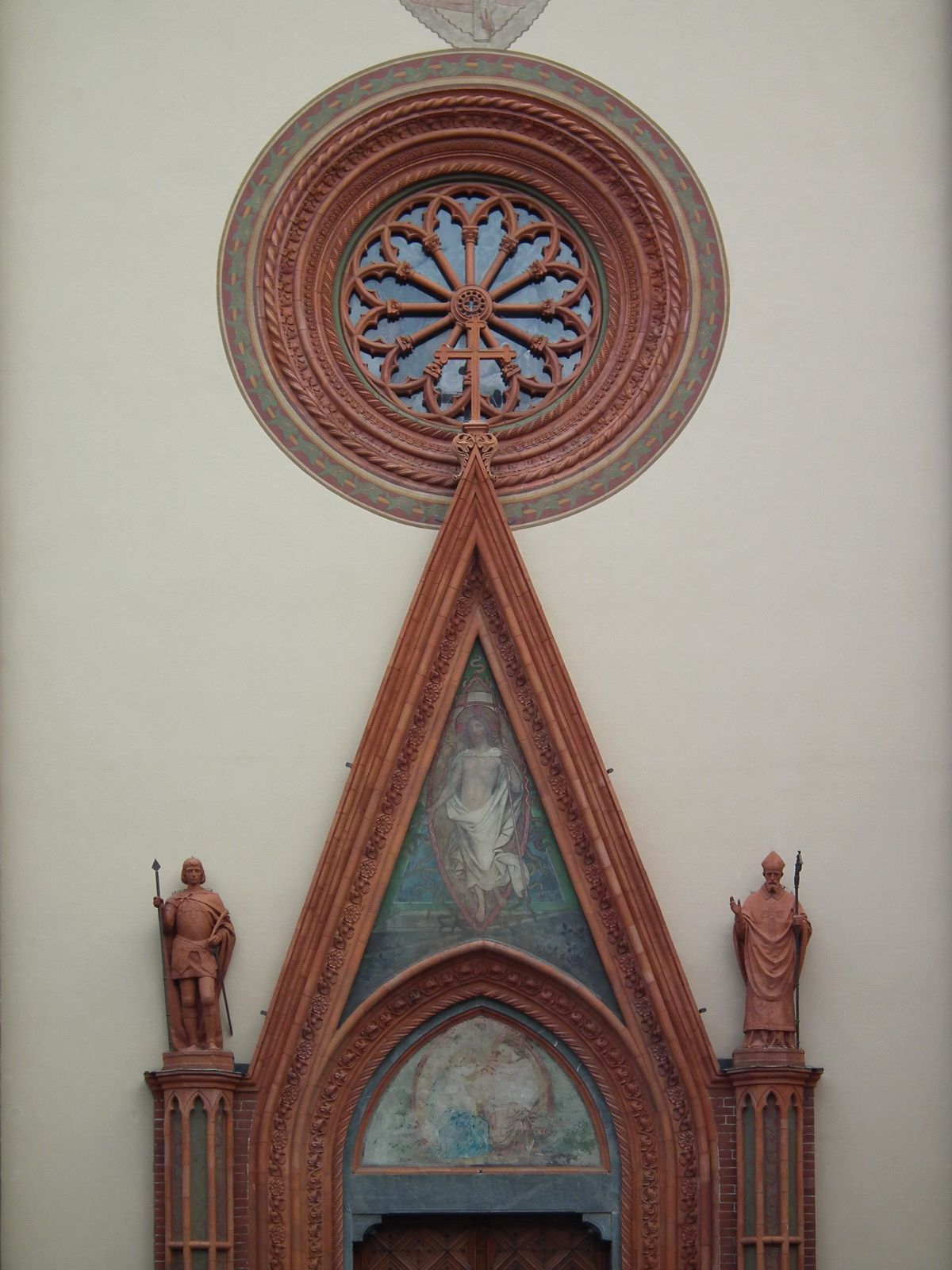
Il portale e il rosone centrali della facciata

La facciata della cattedrale di san Donato è stata interamente costruita dopo il 1808, quando, in seguito di un terremoto, la precedente venne completamente distrutta. Essa è a salienti ed è scandita in tre settori, uno in corrispondenza di ciascuna navata interna, da quattro paraste in mattoncini rossi, mentre il resto della facciata è ricoperto da intonaco color crema; ogni parasta termina con un pinnacolo ed un quinto si trova al centro. Nella parte inferiore della facciata si aprono tre portali strombati con le lunette dipinte; il portale centrale è sormontato da una ghimberga anch'essa dipinta e raffigurante, entro una mandorla, il Risorto; nella lunetta del portale centrale, invece, si trova l'Incoronazione di Maria. Nella parte superiore della facciata, si aprono tre rosoni; quello centrale è sormontato da un affresco raffigurante la Trinità.
Sul lato sinistro della cattedrale, si trova il campanile, rimasto privo della cuspide di coronamento, la cui cella campanaria si apre sull'esterno con otto monofore ad arco a sesto acuto, due per lato, aperte nel 1763.
Ai lati dell'abside vi sono i due edifici della canonica costruiti nel XIX secolo in stile neogotico, ognuno con tre piani, dei quali il primo seminterrato; il piano di mezzo si apre sull'esterno con monofore ogivali con lunette dipinte.

### Interno

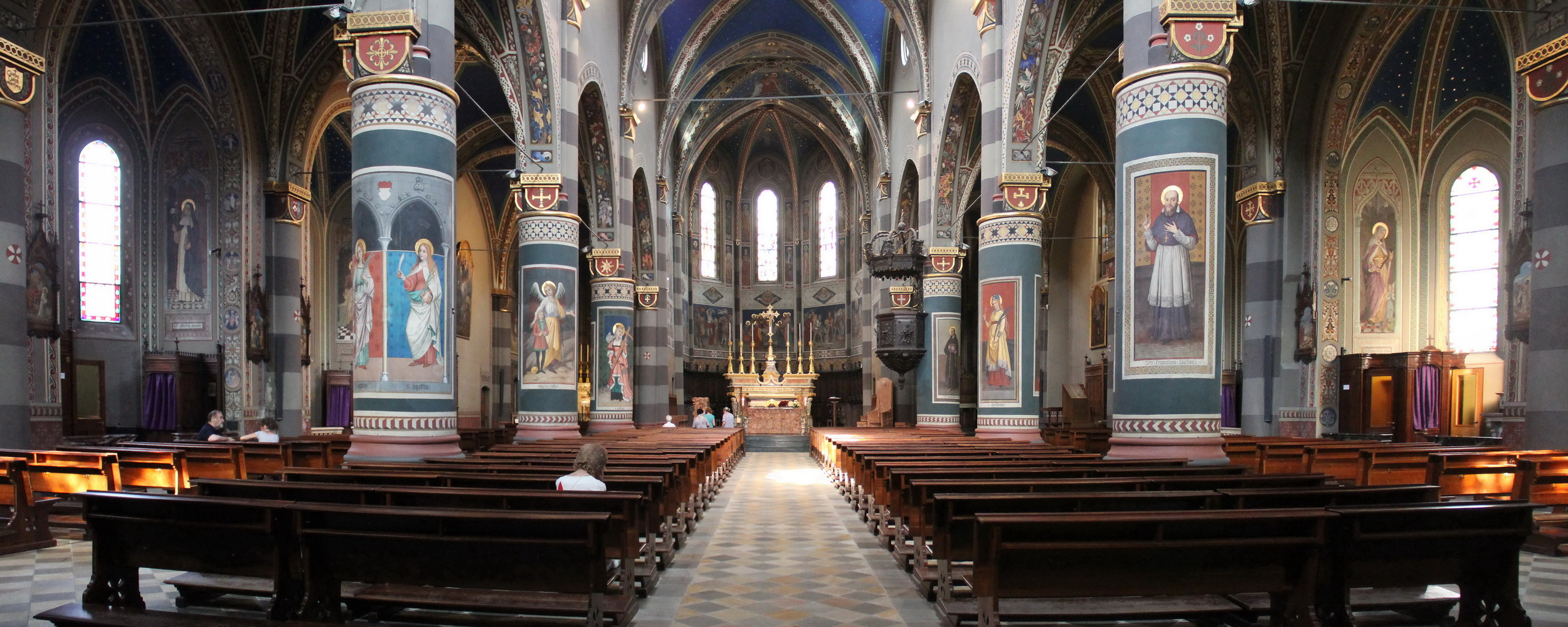
Interno

L'interno della cattedrale è a tre navate di cinque campate ciascuna e coperte con volta a crociera. Le volte delle navate e i pilastri che le separano sono interamente affrescate.
Lungo le navatelle, si aprono delle cappelle laterali a pianta poligonale, due sul lato destro e tre sul lato sinistro. Le due cappelle di destra sono dedicate al Crocifisso, con la pala su fondo oro raffigurante Gesù in croce, e al Sacro Cuore di Gesù, con la pala del Sacro Cuore di Gesù tra i santi Antonio e Monica. Le cappelle di sinistra sono dedicate a san Pietro Apostolo, con la Consegna delle chiavi a Pietro, a san Donato, con il Martirio di San Donato, e a san Paolo Apostolo, con la Conversione di San Paolo. Nella navata sinistra si trova il quadro di Peter Paul Rubens raffigurante la Cacciata degli angeli ribelli.

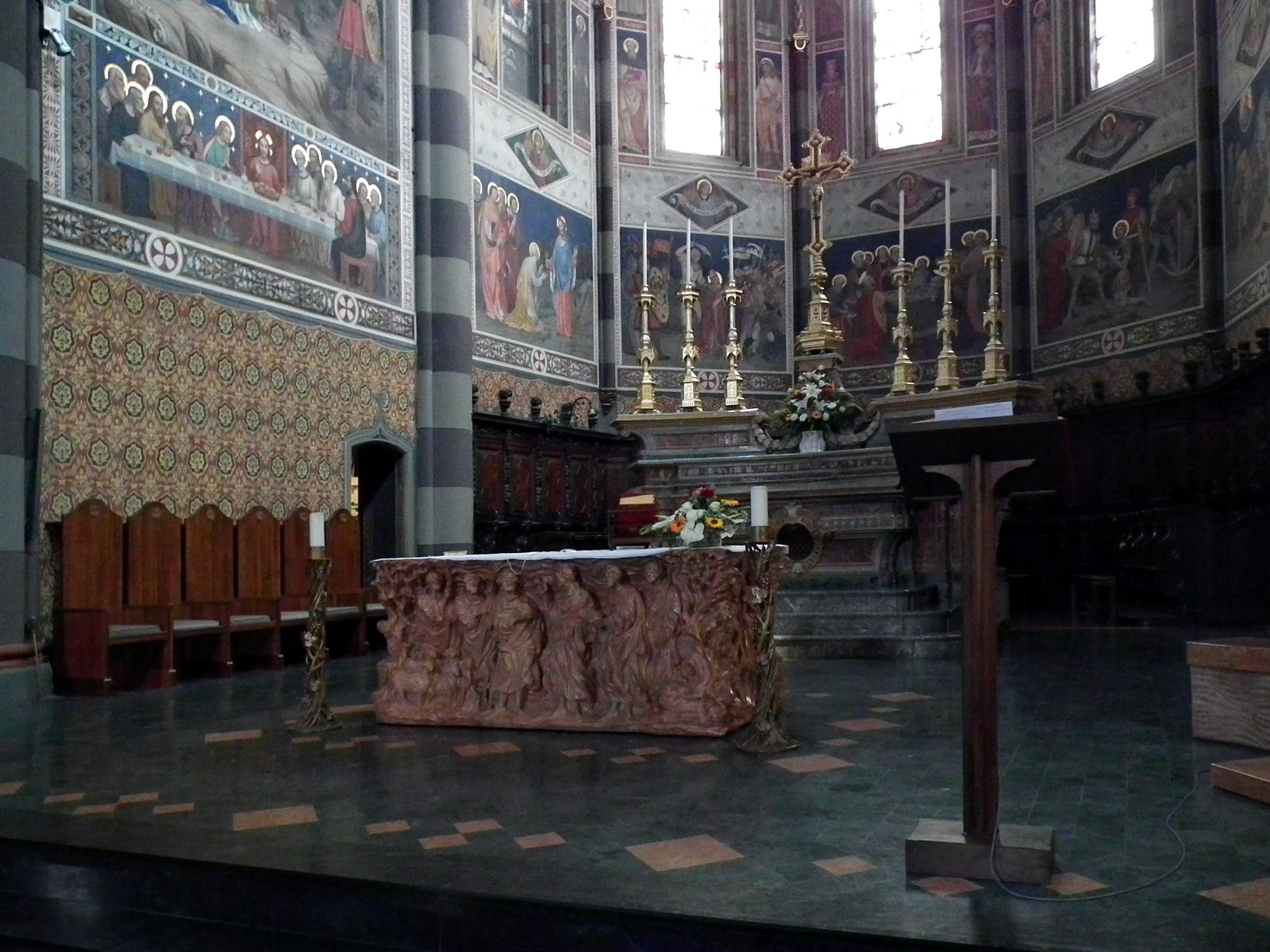
Il presbiterio e l'abside

In corrispondenza della navata centrale, larga quanto quest'ultima, si trova l'abside, costituita da una campata a pianta rettangolare con, sulla volta, raffigurati i Quattro Evangelisti, e dall'abside vera e propria a pianta poligonale, illuminata da cinque monofore ogivali; sulle pareti, sono raffigurati scene della vita di Gesù e di Maria. L'abside è interamente occupata dal presbiterio, rinnovato dopo il Concilio Vaticano II, con arredi sacri in terracotta: l'altare, al centro, la cattedra, sulla destra, l'ambone, sulla sinistra, e il fonte battesimale, anch'esso sulla sinistra. Alle spalle del nuovo altare, vi è l'antico altare maggiore barocco in marmi policromi, realizzato nel 1781; intorno ad esso e alle sue spalle, stanno gli stalli lignei del coro.
Addossato alla colonna di destra tra la quarta e la quinta campata della navata centrale, si trova il pregevole pulpito ligneo del XVII secolo, riccamente scolpito e sormontato da un baldacchino.

### Organi a canne

#### Organo maggiore
Sulla cantoria in controfacciata, si trova l'organo a canne principale della chiesa, costruito nel 1914 da Carlo Vegezzi Bossi ed installato nella cattedrale nel 1919.
Originariamente a trasmissione pneumatico-tubolare, è stato in seguito elettrificato e la sua consolle spostata nella navata. Quest'ultima ha due tastiere di 61 note ciascuna ed una pedaliera di 32 note, con 25 registri per un totale di 1 600 canne.

#### Organo positivo
Nella navata laterale di destra, a pavimento, si trova un organo positivo ad ala costruito nel XVIII secolo probabilmente dall'organaro torinese Giuseppe Calandra.
Lo strumento è a trasmissione integralmente meccanica, con un'unica tastiera di 45 note con prima ottava scavezza e pedaliera a leggio scavezza di 9 note costantemente unita al manuale e con il registro di Basso 8' sempre inserito.

## Galleria d'immagini

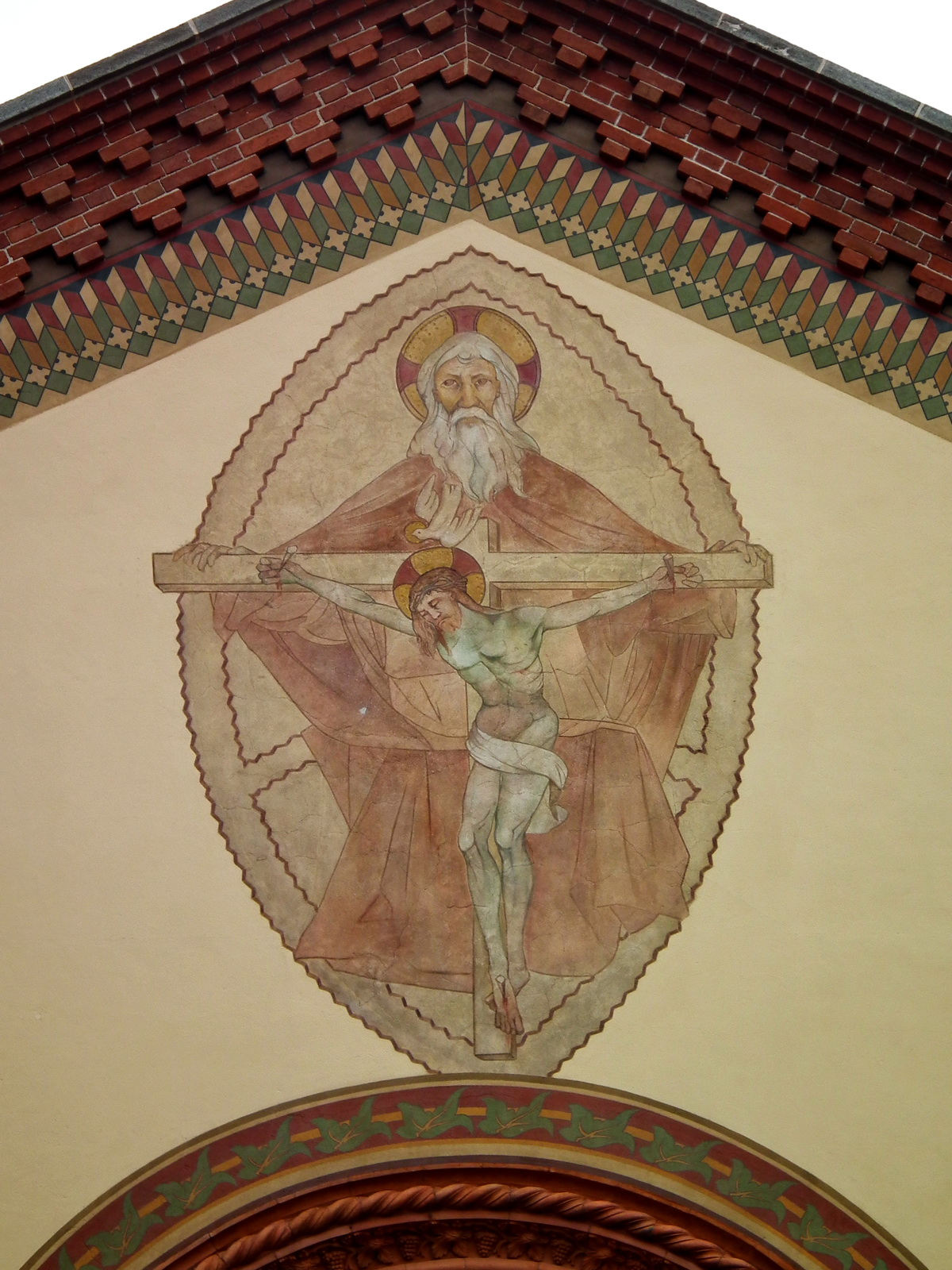
La Trinità sulla facciata
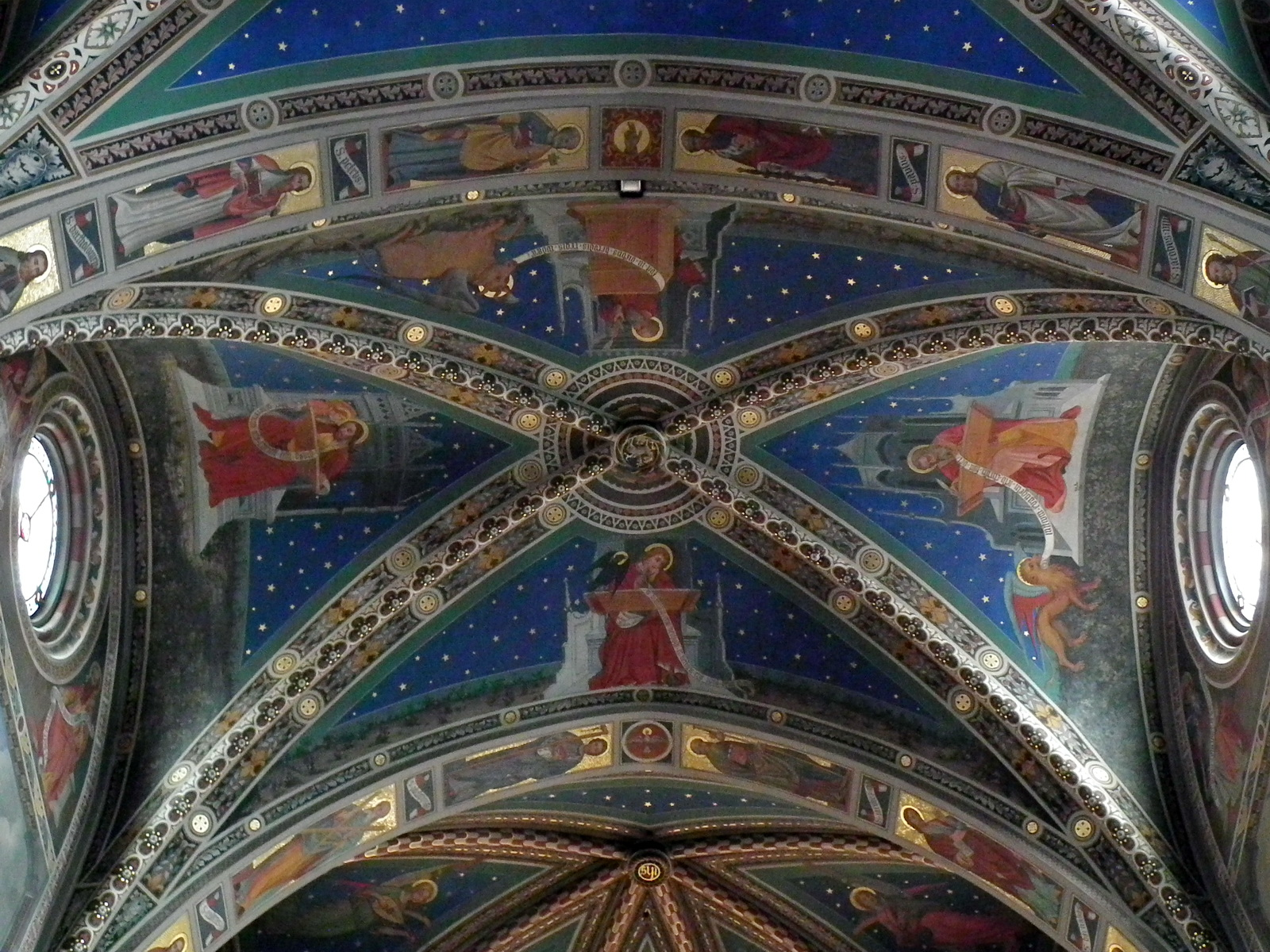
La volta affrescata del presbiterio con gli Evangelisti
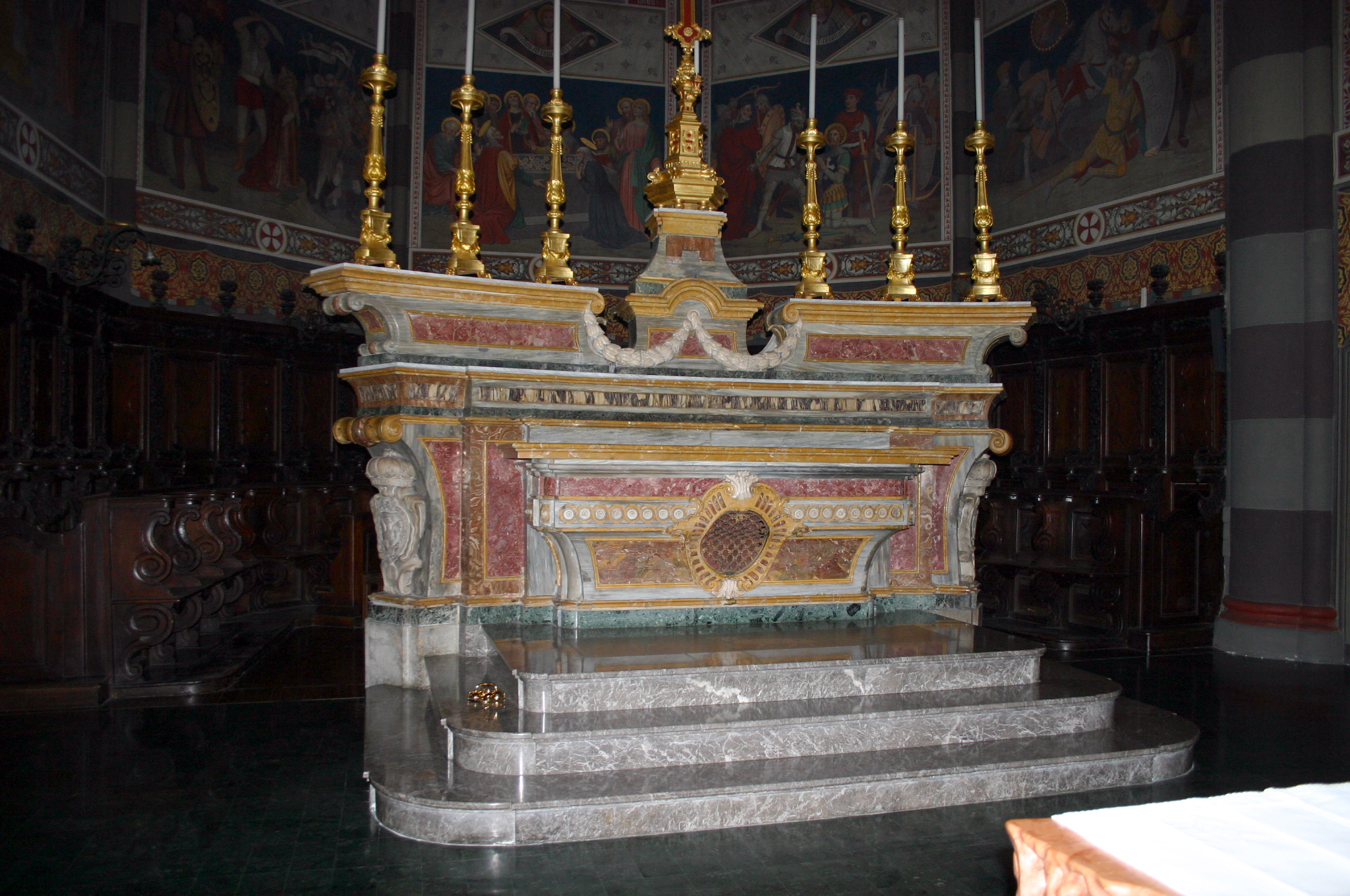
L'altar maggiore barocco (1781)
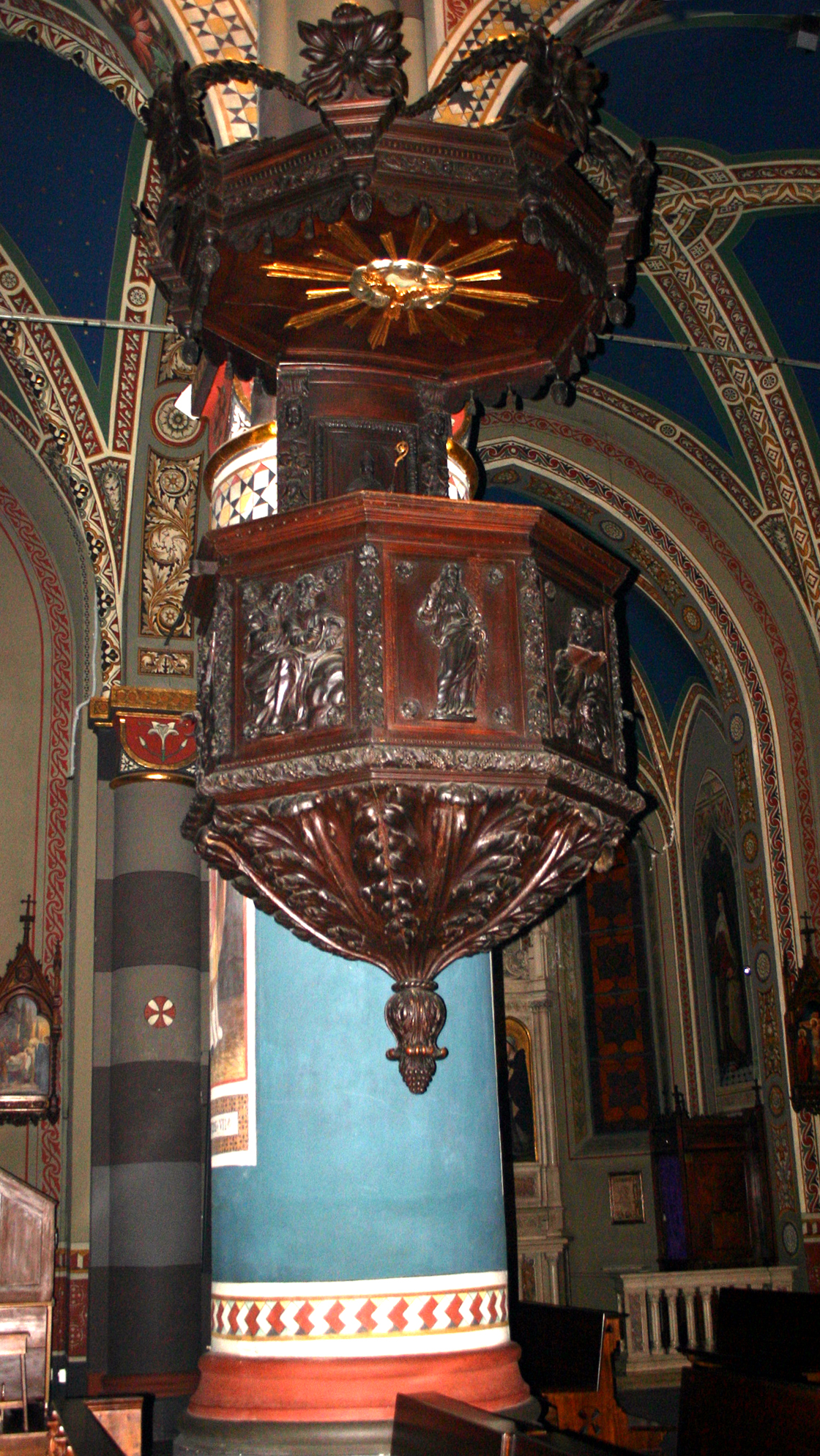
Il pulpito secentesco